# Indoniscus deharvengi
Indoniscus deharvengi är en kräftdjursart som beskrevs av Henri Dalens 1987. Indoniscus deharvengi ingår i släktet Indoniscus och familjen Styloniscidae. Inga underarter finns listade i Catalogue of Life.